# Smalmålla
Smalmålla (Chenopodium pratericola) är en amarantväxtart som beskrevs av Per Axel Rydberg. Enligt Catalogue of Life ingår Smalmålla i släktet ogräsmållor och familjen amarantväxter, men enligt Dyntaxa är tillhörigheten istället släktet ogräsmållor och familjen amarantväxter. Arten förekommer tillfälligt i Sverige, men reproducerar sig inte. Inga underarter finns listade i Catalogue of Life.